# Garamszécs
Garamszécs (1889-ig Polonka, szlovákul: Polomka) község Szlovákiában, a Besztercebányai kerületben, a Breznóbányai járásban.

## Fekvése
Breznóbányától 16 km-re kelet-északkeletre, a Garam jobb partján fekszik.

## Története
A falu a 14. században pásztornépek betelepítésével keletkezett a murányi váruradalom területén. Első írásos említése 1525-ből származik. 1551-ben „Polunka”, 1573-ban „Pollunka alias Zeer”, illetve „Sgeer alias Polunka” alakban említik. 1598-ban 37 adózó háztartása volt, majd rövis idő alatt a Felső-Garammente egyik legnépesebb településévé fejlődött. A 16. században bányáiban aranyat, ezüstöt, vasércet bányásztak. Lakói pásztorkodással, állattartással, faárukészítéssel foglalkoztak. A 17. század közepén sörfőzdéje, fűrésztelepe és két malma létezett. 1678-ban a murányi váruradalom leggazdagabb településének számított, ezért 16 évi használatra az esztergomi káptalannak adták. 1709-1710-ben a pestisjárványnak 1085 lakos esett áldozatul.
A 18. század végén Vályi András így ír róla: „Alsó, és Felső Polonka. Két falu Gömör Vármegyében, földes Urai Gróf Koháry, és más Uraságok, lakosaik katolikusok, és evangelikusok, fekszenek Nyustához nem meszsze. Murányhoz másfél mértföldnyire, lakosai szekeresek is, határja sovány, legelőjök elég, fájok is van mind a’ kétféle, piatzozások 2 mértföldnyire, deszkát, és zsendelyeket is tsinálnak, második osztálybéli.”
A 19. század elejére a faluban kiterjedt állattartás folyt, lakói emellett famegmunkálással, zsindelykészítéssel foglalkoztak. 1828-ban 230 házában 2293 lakos élt.
A 19. század közepén Fényes Elek leírásában: „Poloma vagy Polomka, tót falu, Gömör vmegyében, Zólyom vmegye szélén, a Garan völgyében: 2316 kath. lak. Kath. anyatemplom. Határa igen nagy kiterjedésü, s a Garan mellékén legtermékenyebb, ámbár az alföldön még soványnak tartanák; havasokat a Garanon innen is tul is bir; juhot feles számmal tart, a sajtja nem alább való a liptóinál. Zsindelyt, faeszközöket készit. F. u. h. Coburg. Ut. p. Rosnyó.”
Borovszky Samu monográfiasorozatának Gömör-Kishont vármegyét tárgyaló része szerint: „Polonka, garamvölgyi tót nagyközség, 335 házzal s 3182 róm. kath. vallású lakossal. XVI. századbeli telepitvény, s mint Murány várához tartozó falunak, a Széchiek voltak a földesurai. Később a Koháryak birtokába ment át és ezeknek a révén lett a Coburg herczegi családé, mely ma is bírja. Első telepesei görög katholikus vallású lakosok voltak, de a mikor Széchi Mária a falut az esztergomi káptalannak elzálogosította, a róm. kath. hitre tértek át. Koháry Antal a községben szegényházat alapított. Ezenkívül kölcsönös segélyző és állatbiztosító egyesület alakult a községben s itt van a herczegi uradalmi erdőhivatal és a fürésztelep. A lakosok régebben zsindely- és deszkagyártással s fuvarozással foglalkoztak, de a juhtenyésztést is nagyban űzték. A mult században a polonkai sajt is híres volt. A község határában vasas forrás van. A községben levő úrilakot a hatvanas évek elején Lerch Alajos építtette; jelenlegi tulajdonosa özv. Ferjentsik Jánosné. A katholikus templom 1666-ban épült. Az egyház kelyhet és egy szentségtartót őriz a XVI. századból, melyeket Széchi Mária ajándékozott a templomnak, továbbá egy értékes ereklyetartót, mely báró Andrássy Antal rozsnyói püspök ajándéka. A községben van posta, távírója Pohorella-vasgyár, vasúti állomása Bikás. Ide tartoznak Lujza vasgyár és Podbrehi fürésztelep is.”
A trianoni diktátumig Gömör-Kishont vármegye Garamvölgyi járásához tartozott. Lakói mezőgazdasággal, erdei munkákkal, kohászattal foglalkoztak.
Lujza nevű vaskohója egészen 1926-ig működött. A Szlovák Nemzeti Felkelés alatt 1944 novemberében angolszász katonai misszió érkezett a község területére, akiket a németek elfogtak és a mauthauseni koncentrációs táborba deportáltak.

## Népessége
| Év:            | 1994. | 2004.   | 2014.   | 2024.   |
| -------------- | ----- | ------- | ------- | ------- |
| Emberek száma: | 3206  | 3162    | 3028    | 2859    |
| Eltérés:       |       | -1,37 % | -4,23 % | -5,58 % |

| Év:            | 2023. | 2024.   |
| -------------- | ----- | ------- |
| Emberek száma: | 2864  | 2859    |
| Eltérés:       |       | -0,17 % |

1910-ben 3119-en lakták, ebből 2780 szlovák és 286 magyar anyanyelvű volt.
2001-ben 3250 lakosából 3185 szlovák volt.
2011-ben 3038 lakosából 2782 szlovák volt.

## Nevezetességei
- Keresztelő Szent János tiszteletére szentelt, római katolikus plébániatemploma 1696-ban épült kora barokk stílusban. Építtetője gróf Wesselényi Ferenc volt. Oltárképe 1847-ben készült, kora barokk szószéke 17. századi.
- A Koháry-kastély 1768-ban épült.

## Neves személyek
- Itt született 1724-ben Lihán Paulin kegyestanítórendi áldozópap és tanár.
- Itt született 1905-ben Bél Sándor grafikus, erdőmérnök.
- A községhez tartozó Hámor nevű telepen született 1914. szeptember 29-én Michal Chudík szlovák író, politikus.

## Külső hivatkozások
- Hivatalos oldal
- Tourist-channel.sk
- Községinfó
- Garamszécs Szlovákia térképén
- E-obce.sk